# Thelymitra peniculata
Thelymitra peniculata är en orkidéart som beskrevs av Jeffrey A. Jeanes. Thelymitra peniculata ingår i släktet Thelymitra och familjen orkidéer. Inga underarter finns listade i Catalogue of Life.